# Sandía (Texas)
Sandía es un lugar designado por el censo ubicado en el condado de Jim Wells en el estado estadounidense de Texas. En el Censo de 2010 tenía una población de 379 habitantes y una densidad poblacional de 151,48 personas por km².

## Geografía
Sandía se encuentra ubicado en las coordenadas 28°1′17″N 97°52′4″O / 28.02139, -97.86778. Según la Oficina del Censo de los Estados Unidos, Sandía tiene una superficie total de 2.5 km², de la cual 2.5 km² corresponden a tierra firme y (0%) 0 km² es agua.

## Demografía
Según el censo de 2010, había 379 personas residiendo en Sandía. La densidad de población era de 151,48 hab./km². De los 379 habitantes, Sandía estaba compuesto por el 84.43% blancos, el 1.58% eran afroamericanos, el 2.64% eran amerindios, el 0% eran asiáticos, el 0% eran isleños del Pacífico, el 9.76% eran de otras razas y el 1.58% pertenecían a dos o más razas. Del total de la población el 65.7% eran hispanos o latinos de cualquier raza.